# Luís Peregrino de Ataíde, 10.º Conde de Atouguia
Luís Peregrino de Ataíde (16 de outubro de 1700 —  1758), era filho de D. Jerónimo Casimiro de Ataíde,  9º conde de Atouguia, e de D. Mariana Teresa de Távora, filha do 2.º Marquês de Távora. O título lhe foi confirmado por D. João V de Portugal, por carta de 11 de março de 1713.
Era senhor das vilas de Peniche, Atouguia, Sernache, Monforte, Vilhães, Lomba, e Paço da Ilha Deserta, comendador das comendas de Santa Maria de Adaúfe, e Vila Velha de Ródão, na Ordem de Cristo.
Foi fidalgo da Casa Real, governador e capitão-general do reino do Algarve, foi o 6º vice-rei do Brasil e viveu na Bahia, nomeado em 1749, até 1755. Foi do conselho de el-R D. João V de Portugal. Durante seu governo, Portugal cedeu à Espanha a margem esquerda do rio da Prata, onde havia fundado a colônia do Sacramento. Reorganizou as unidades militares e regulamentou o trabalho nas minas de ouro e nas casas de fundição. Diz «Nobreza de Portugal», Tomo II, página 226, que como tardassem em lhe conceder demissão, entregou o governo a uma Junta Provisória de que faziam parte o Arcebispo da Bahia, D. José Botelho  de Matos, o provedor da Fazenda, Manuel António da Cunha Soto-Maior, e o Coronel Lourenço Monteiro.
Casou em 30 de janeiro de 1720 com D. Clara de Assis Mascarenhas, filha de D. Fernando Mascarenhas, Conde de Óbidos, meirinho-mor, e de D. Brites de Mascarenhas. Seu filho D. Jerónimo de Ataíde o sucedeu como 11º conde de Atouguia.